# Norma Ruiz
Norma Ruiz Izquierdo (Madrid, 9 de junio de 1982) es una actriz y bailarina española conocida por interpretar a Bárbara Ortiz en Yo soy Bea. 

## Biografía
Norma es la menor de cuatro hermanas. De pequeña aspiraba a ser bailarina profesional. Una de sus hermanas, profesora de baile, le enseñó a bailar sevillanas con cuatro años y a los ocho entró en una escuela de baile. Fue en la compañía de Miliki y Rita Irasema donde realizó su primer trabajo, El flautista de Hamelin, que estuvo representando durante un año. Después entró en el conservatorio para aprender danza española. Antonio Canales y José Racero la eligieron para algunos espectáculos, actuando —por ejemplo— en el Palau Sant Jordi, Barcelona.
A los 19 años una lesión la apartó del mundo del baile, aunque decidió seguir bailando durante un tiempo en musicales para costearse la carrera de interpretación. Decidió, entonces, matricularse en la Escuela Universitaria de Artes TAI de Madrid. En su último año le llegó la oportunidad, de la mano de estudiantes de dirección del mismo centro, para participar en la película, La fiesta, con un presupuesto de solo 6000 euros en 2003. Después participó en la independiente The tester, de Fernando Núñez Herrera. Ya en 2010, estrenó La herencia Valdemar y la comedia Tensión sexual no resuelta y en 2011 La herencia Valdemar II: La sombra prohibida.
También participó en obras de teatro y musicales como Sonrisas y lágrimas, Al compás son seis, Aires tradicionales, Esta noche hay que matar a Franco, Stabat mater, Por los pelos y El tiempo y los Conway.
En televisión, ha participado en las series Aquí no hay quién viva (Antena 3, 2005), La sopa boba (Antena 3, 2004) o Cuéntame cómo pasó (La 1, 2006). Aunque sus papeles televisivos más conocidos han sido los de El auténtico Rodrigo Leal (Antena 3, 2005), Yo soy Bea (Telecinco, 2006-2008), Gavilanes (Antena 3, 2010-2011), Parejología 3x2 (Telecinco, 2011), Supercharly (Telecinco, 2011).
Entre 2012 y 2013 trabajó en Frágiles de Telecinco. También, formó parte del reparto de dos telefilmes en 2011 sobre Carmen Cervera en la que dio vida a Blanca Cuesta y Rocío Dúrcal, volver a verte donde interpretó a Rocío Dúrcal, después de que el papel fuera rechazado por la hija de la artista Carmen Morales, ambas en Telecinco.
En 2014, se incorpora a la serie de las sobremesas de Cuatro, Ciega a citas, y en 2015 en la serie de antena 3 Algo que celebrar.
En 2016 protagoniza la serie El hombre de tu vida junto a José Mota en La 1. En 2018 y 2019 interpretó a Bárbara en La que se avecina.
En enero de 2024 se incorporta al reparto de La Moderna.

### Vida personal
Mantiene una relación con Bosco James. En enero de 2021 anunció su embarazo en su cuenta de Instagram. Su hija Alma nació el 18 de abril de 2021.

## Trayectoria

### Actriz

#### Teatro
- Una despedida de muerte
- Tr3s
- El tiempo y los Conway
- Lope de Aguirre, traidor
- La gaviota
- Aires tradicionales
- Esta noche hay que matar a Franco
- Stabat Mater
- Por los pelos (2008/2010)
- El poder de la sangre (2011/-)

#### Cine
| Año  | Título                                       | Personaje | Director                           | Género            | Duración |
| ---- | -------------------------------------------- | --------- | ---------------------------------- | ----------------- | -------- |
| 2003 | La fiesta                                    | Luna      | Manuel Sanabria, Carlos Villaverde | Comedia           | 1h 43 m  |
| 2004 | The Tester                                   | Rebeca    | Fernando Núñez                     | Intriga           | 1h 29 m  |
| 2010 | Tensión sexual no resuelta                   | Jazz      | Miguel Ángel Lamata                | Comedia           | 1h 30 m  |
| 2010 | La herencia Valdemar                         | Ana       | José Luis Alemán                   | Intriga/Terror    | 1h 50 m  |
| 2011 | La herencia Valdemar II: La sombra prohibida | Ana       | José Luis Alemán                   | Intriga/Terror    | 1h 38 m  |
| 2018 | Los Futbolísimos                             | Alicia    | Miguel Ángel Lamata                | Aventuras/Comedia | 1h 35 m  |
| 2019 | La boda –                                    | Marga     | Ana Graciani                       | Comedia           | 1h 20 m  |

## Trayectoria televisiva

### Series de televisión
| Año         | Título                    | Personaje                | Cadena                  | Notas         |
| ----------- | ------------------------- | ------------------------ | ----------------------- | ------------- |
| 2001        | Mi teniente               | Episódico                | La 1                    | 1 episodio    |
| 2004        | Cuéntame cómo pasó        | Silvia Bodeguero         | La 1                    | 5 episodios   |
| 2004        | La sopa boba              | Tara                     | Antena 3                | 1 episodio    |
| 2005        | El auténtico Rodrigo Leal | Mariaca                  | Antena 3                | 76 episodios  |
| 2005        | Aquí no hay quien viva    | Yolanda                  | Antena 3                | 1 episodio    |
| 2006        | Matrimonio con hijos      | Susi                     | FOX                     | 1 episodio    |
| 2006        | Tirando a dar             | Episódico                | Telecinco               | 1 episodio    |
| 2006 - 2008 | Yo soy Bea                | Bárbara Ortiz            | Telecinco               | 417 episodios |
| 2010        | Supercharly               | Miriam Baquerizo         | Cuatro                  | 5 episodios   |
| 2010 - 2011 | Gavilanes                 | Rosario Montes           | Antena 3                | 11 episodios  |
| 2011        | Parejología 3x2           | María                    | Telecinco               | 3 episodios   |
| 2012        | Cuñados                   | María                    | Telecinco               | 9 episodios   |
| 2012 - 2013 | Frágiles                  | Pilar                    | Telecinco               | 16 episodios  |
| 2014        | Ciega a citas             | Laura                    | Cuatro                  | 11 episodios  |
| 2015        | Algo que celebrar         | Eva Navarro              | Antena 3                | 8 episodios   |
| 2016        | El hombre de tu vida      | Silvia Domínguez         | La 1                    | 8 episodios   |
| 2016        | El Ministerio del Tiempo  | Irene Alba               | La 1                    | 1 episodio    |
| 2017; 2019  | La que se avecina         | Bárbara                  | Telecinco               | 8 episodios   |
| 2019 - 2020 | El pueblo                 | Isabel «Isa»             | Prime Video / Telecinco | 14 episodios  |
| 2022        | Señor, dame paciencia     | Sandra Zaldívar Ramos    | Atresplayer / Antena 3  | 8 episodios   |
| 2023 - 2024 | Amar es para siempre      | Sofía Carbonero          | Antena 3                | 144 episodios |
| 2024        | La Moderna                | Concha «Conchita» Garcés | La 1                    | 42 episodios  |

### Programas de televisión
| Programas de televisión | Programas de televisión | Programas de televisión | Programas de televisión |
| Año                     | Título                  | Cadena                  | Notas                   |
| ----------------------- | ----------------------- | ----------------------- | ----------------------- |
| 2015; 2018              | Espejo público          | Antena 3                | Invitada                |
| 2018 - 2022 - 2024      | Pasapalabra             | Telecinco / Antena 3    | Invitada                |

#### Telefilmes
- Tita Cervera. La Baronesa (2011) como Blanca Cuesta, secundaria.
- Rocío Dúrcal. Volver a verte (2011) como Rocío Dúrcal, protagonista.

## Premios y nominaciones
Premios de la Unión de Actores 2007
- Nominación a la Mejor actriz revelación por Yo soy Bea.